# 普利斯卡嶺

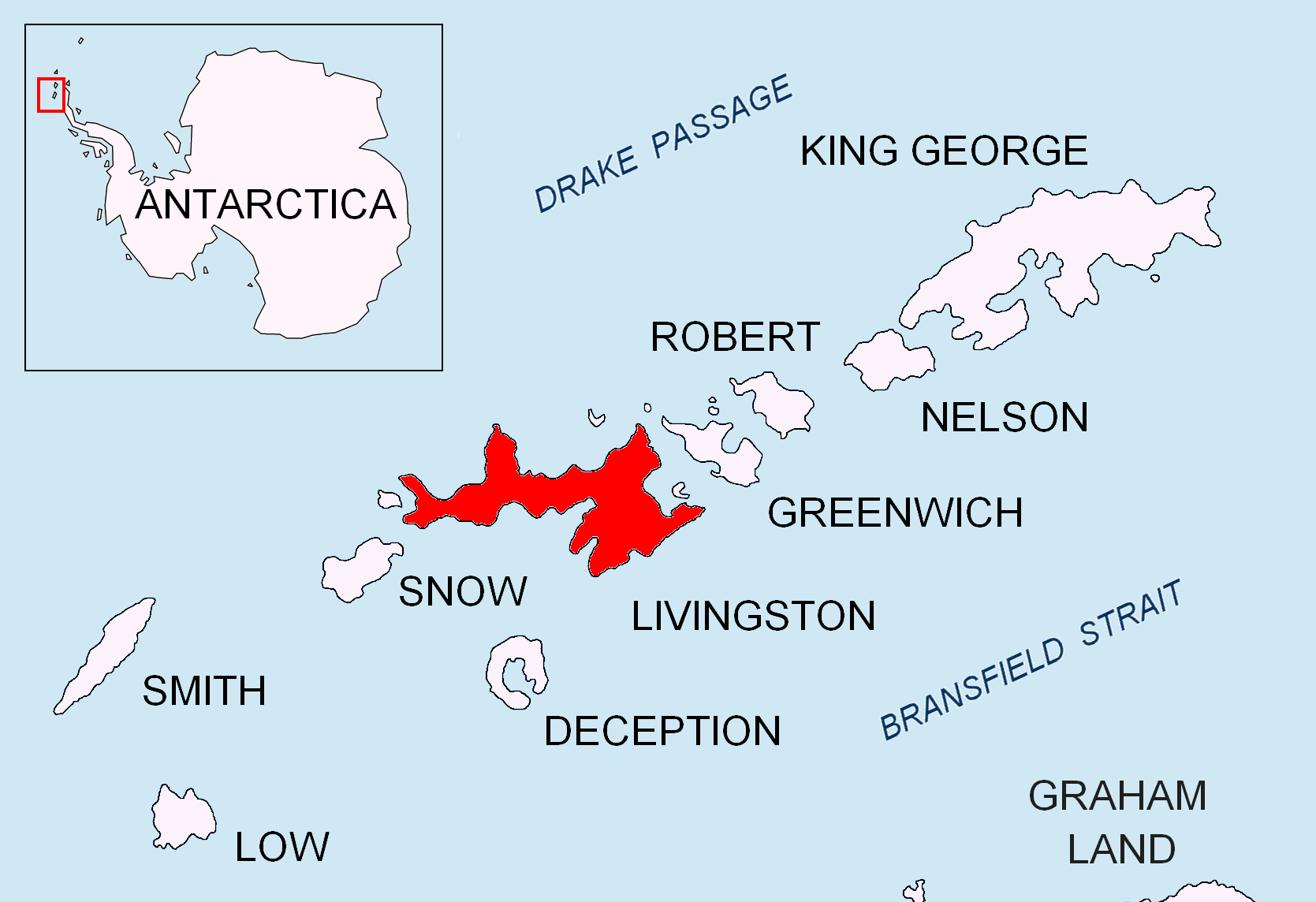

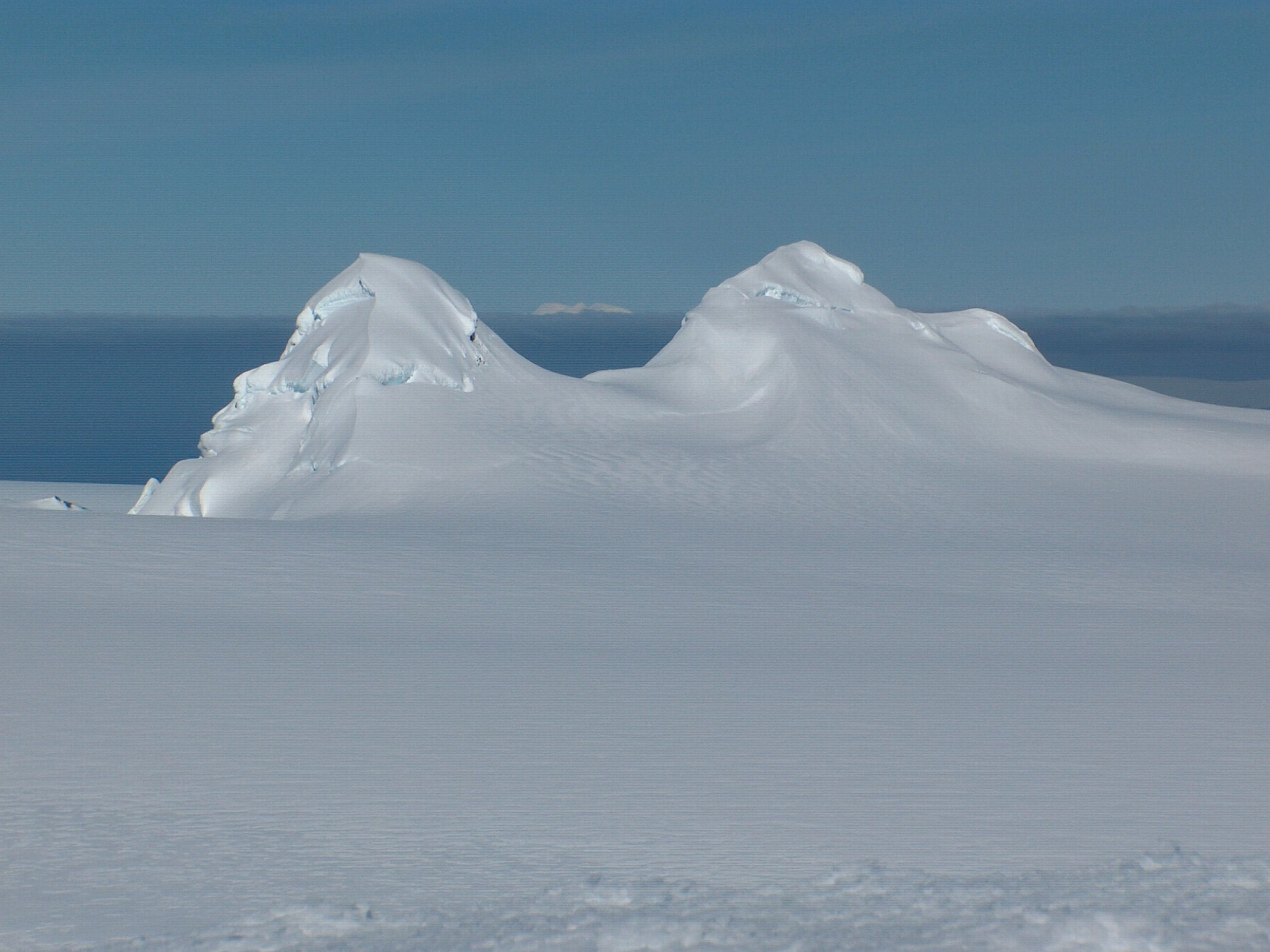

普利斯卡嶺（英語：Pliska Ridge）是南極洲的山嶺，位於南設得蘭群島的利文斯頓島東部，由3座山峰組成，最高點海拔高度667米，人類在2004年8月18日首次登頂。

## 外部連結
- SCAR Composite Antarctic Gazetteer（页面存档备份，存于）.